# Pfundsmuseum

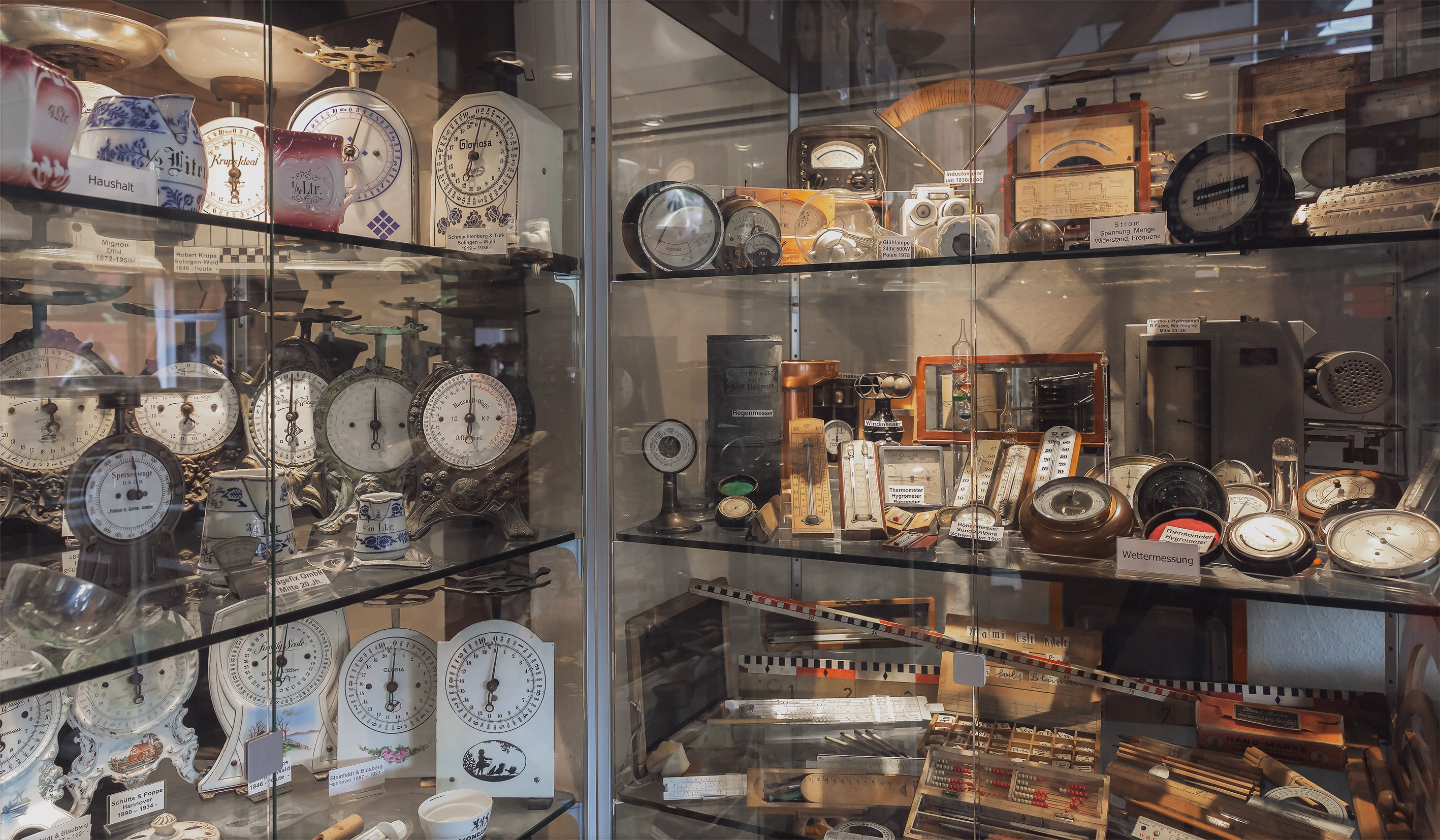
Teil der Messgeräte-Sammlung im Pfundsmuseum

Das Pfunds-Museum in Kleinsassen (Rhön) enthält eine von Reinhardt Kremer zusammengestellte Waagen-, Gewichts- und Messgeräte-Sammlung. Sie wurde im Jahre 2001 im Wohnhaus des früheren Malers und Hoteliers Julius von Kreyfelt untergebracht.

## Beschreibung
Anhand von etwa 40.000 Exponaten zeigt das Museum in sieben Räumen auf etwa 250 Quadratmetern (3125 „altfuldaischen Quadratfuß“) und vier Stockwerken die Vielfalt des Erfindungsreichtums und der Gestaltung von alten Schneiderellen, Messgeräte, Waagen und Gewichtsstücke, wie sie von den verschiedensten Berufen mit unterschiedlichen Genauigkeitsanforderungen in fast allen Ländern, Erdteilen und Zeitaltern in Gebrauch waren. In Führungen werden die Exponate und deren soziale und historische Zusammenhänge erläutert.

## Galerie

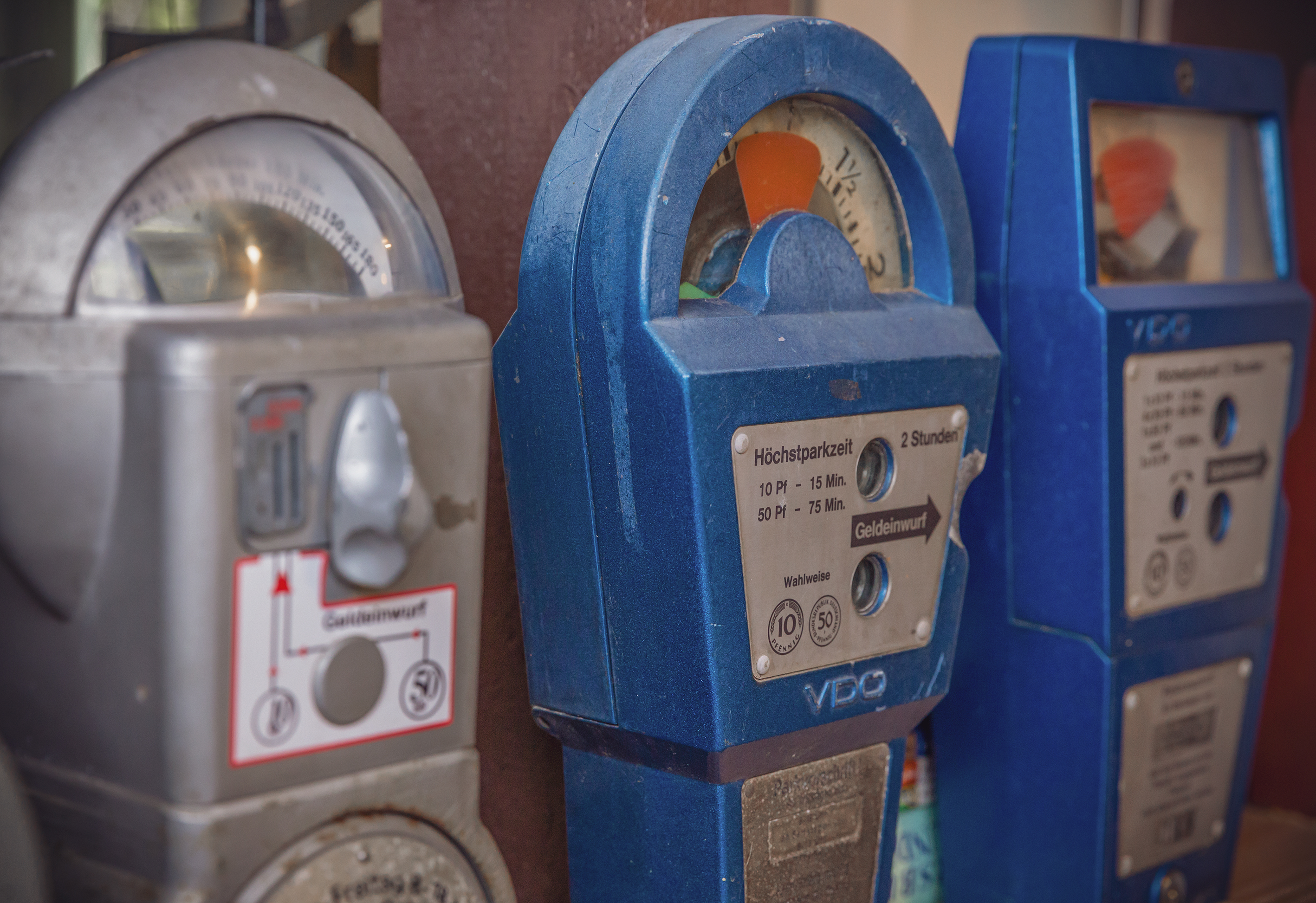
Alte Parkuhren aus Hünfeld
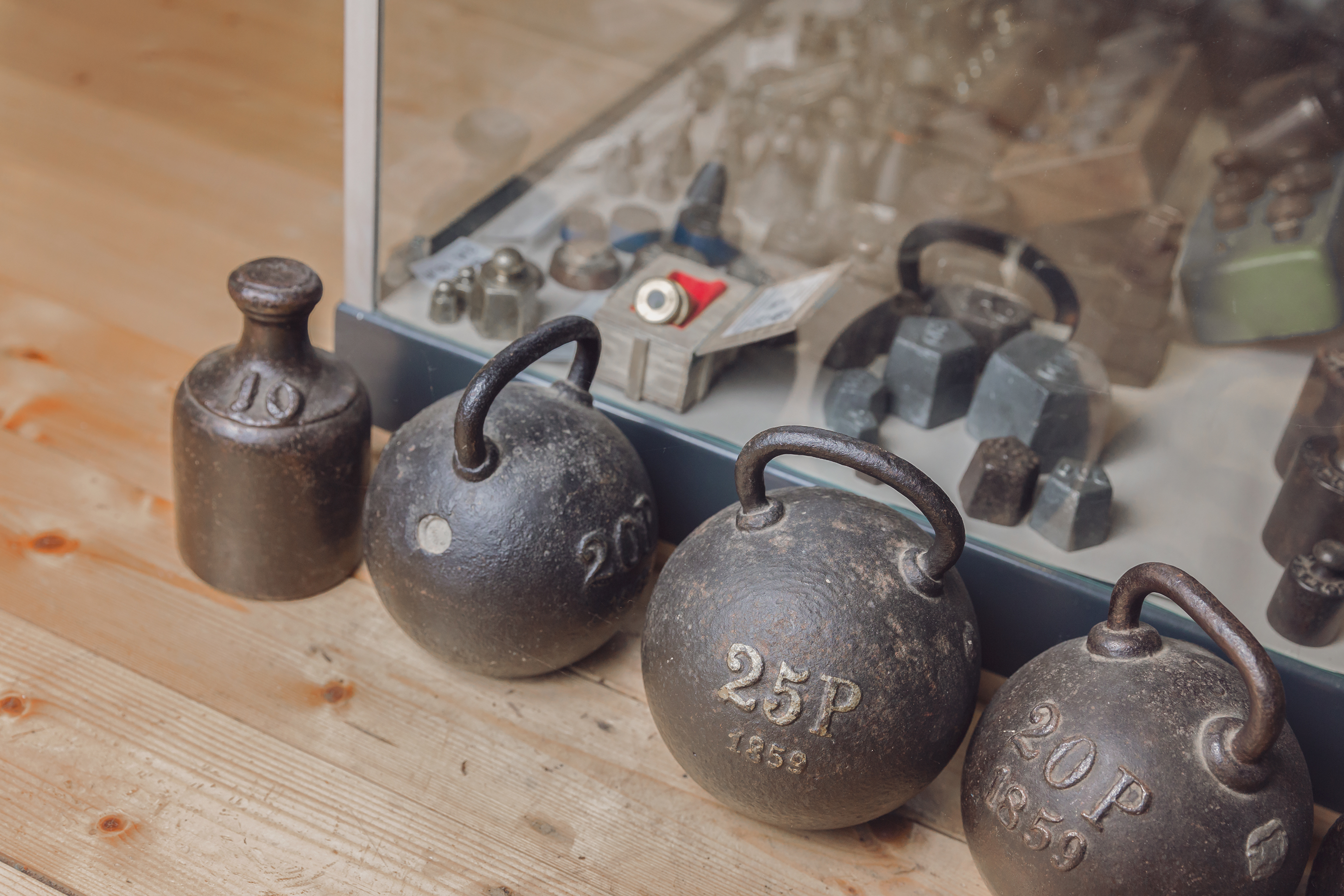
Der Name „Pfundsmuseum“ ist Programm
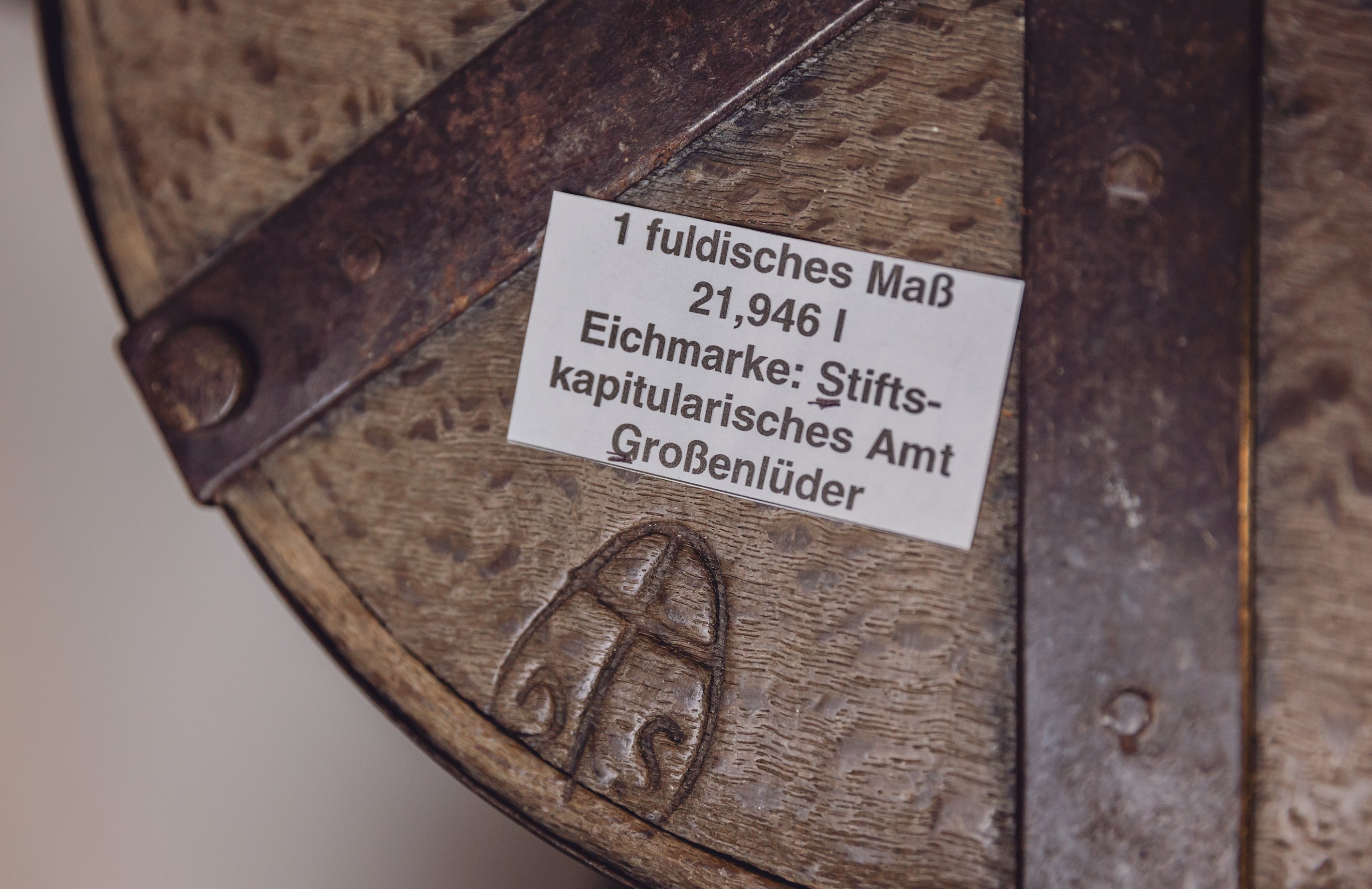
Die Lokalgeschichte, illustriert mit Maßen und Gewichten
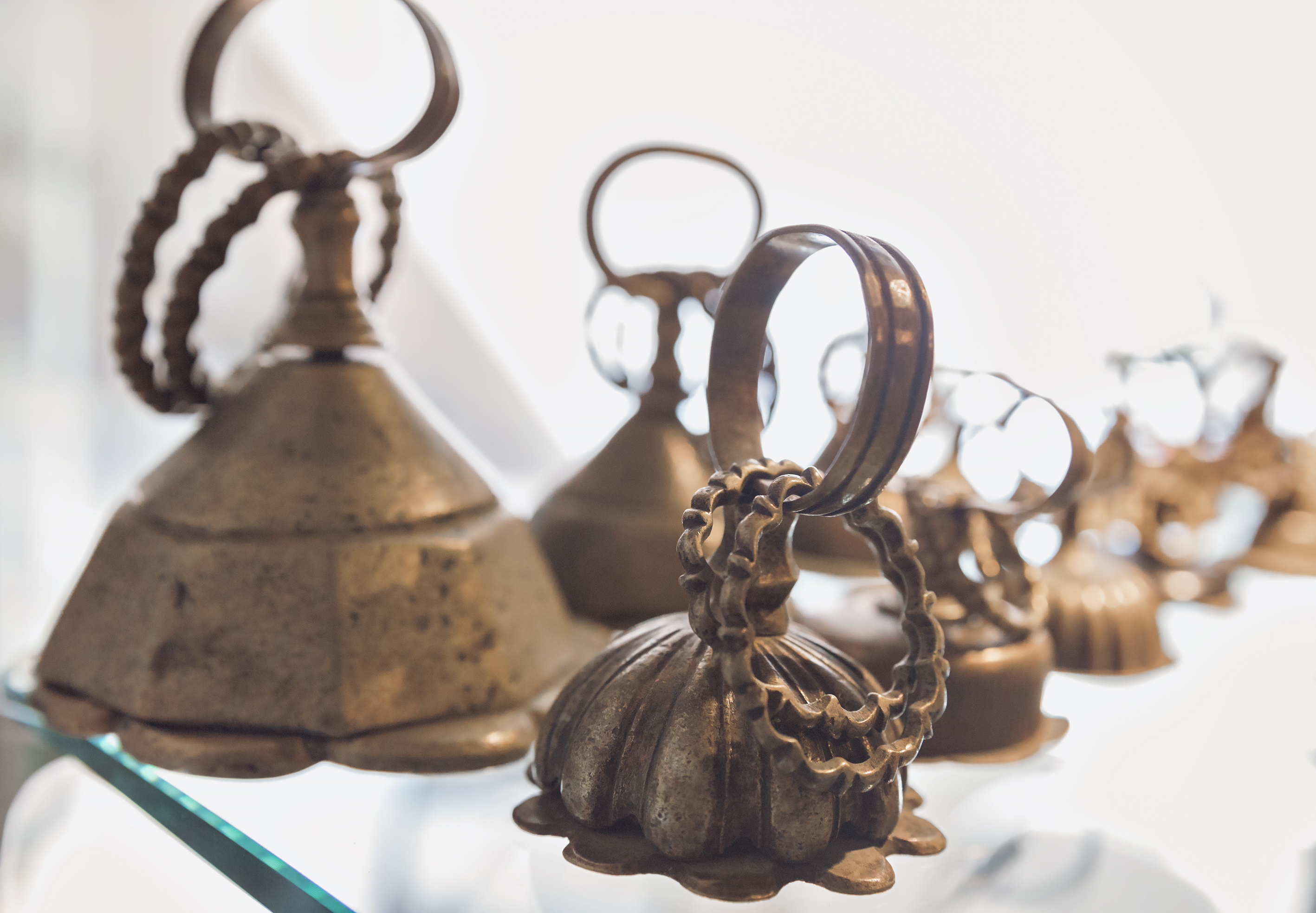
Gewichte aus allen Zeiten und aller Welt

## Sammlung
- Von der Antike bis heute (zum Beispiel Altägypten, Babylonien, Griechenland, römisches Reich, Wikinger)
- Von den Apotheken über die Hausfrauen, Kaufleute, Landvermesser bis zu den Zimmerleuten
- Von Hessen, Thüringen und Franken bis nach Island, Afrika und China
- Von der großen Viehwaage über Bäcker-, Friseur-, Eier-, Kartoffel-, Brief-, Küchen-, Korn-, Papier-, Schuhmacher-, Textilwaage bis zu feinsten Analysewaagen der Chemiker und zu den Personenwaagen sind fast alle Bereiche des Messens und Wägens in alten Zeiten vertreten.